# 콜로 (무용)

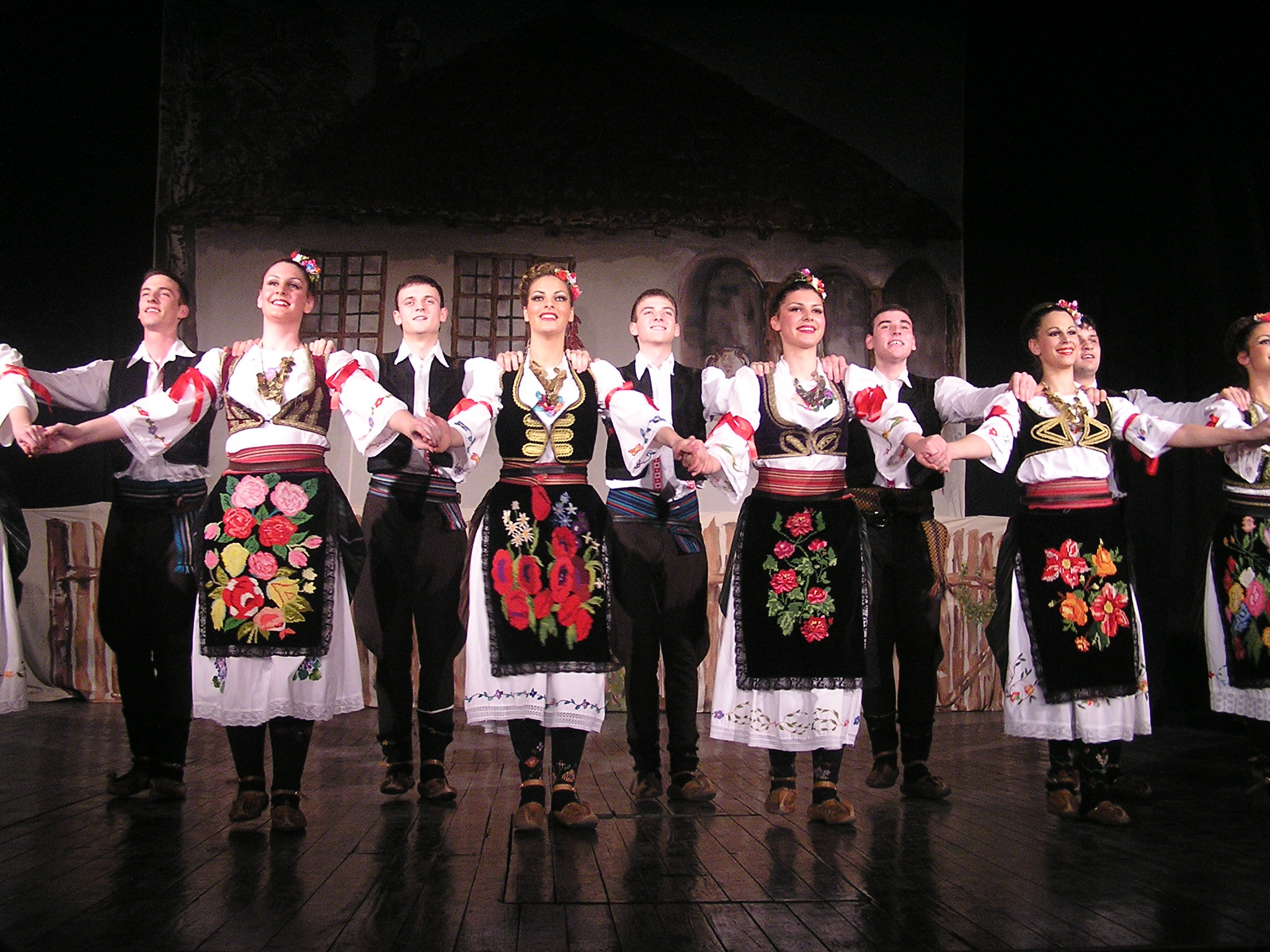
콜로

콜로(세르비아어: Коло)는 보스니아 헤르체고비나, 크로아티아, 세르비아의 남슬라브 서클 댄스다. 이 무용은 세르비아의 유네스코 무형문화유산 목록에 등재되어 있다. 헝가리 공동체도 이 전통의 영향을 받았으며, 유사한 춤이 칼랄라(Kalala)로 알려져 있다.